# Jabaloyas
Jabaloyas – gmina w Hiszpanii, w prowincji Teruel, w Aragonii, o powierzchni 61,73 km². W 2011 roku gmina liczyła 83 mieszkańców.